# Prochora
Prochora là một chi nhện trong họ Miturgidae.